# Scar Symmetry
Scar Symmetry is een Zweedse melodieuze-deathmetalband uit Avesta. Ze staat onder contract bij Nuclear Blast records.

## Achtergrond
Scar Symmetry werd gevormd in april 2004, tijdens opnamen van de band Altered Aeon in de Black Lounge Studios van Jonas Kjellgren. Nog diezelfde maand nam de band een demo op voor het nummer "Seeds of Rebellion" wat de band hielp aan een platencontract bij Cold Records (een onderdeel van Metal Blade Records).
Het geluid van de band doet velen erg denken aan het eveneens Zweedse Soilwork.

### Metal Blade/Symmetric in Design
In juli 2005 dook de band de Black Lounge Studios in om de fundamenten te leggen voor de tracks van het debuutalbum Symmetric in Design. Vervolgens speelden ze op festivals in geheel Europa, en toerden met Soilwork, Hypocrisy and One Man Army.

### Nuclear Blast/Pitch Black Progress
In juni 2006 werd bekendgemaakt dat de band een nieuw contract had getekend bij Nuclear Blast.
Acht maanden na het uitbrengen van Symmetric In Design was de band weer in de studio te vinden om het vervolg op te nemen: Pitch Black Progress. Ook nu vervolgde de band met toeren, deze keer met Communic voor de Waves of Pitch Black Decay Tour 2006 door geheel Europa en toerde door Noord-Amerika met melodic deathmetal pioniers Dark Tranquillity en The Haunted.
Ook speelden ze op meer Europese festivals. Het nummer "The Illusionist" kreeg airplay op MTV2's Headbangers Ball.
De band toerde in september 2007 nogmaals door Noord-Amerika met headliners Katatonia, Insomnium en Swallow the Sun.

### Holographic Universe
Volgend op de Live Consternation tour met Katatonia, Insomnium and Swallow the Sun, keerde de band huiswaarts om te werken aan het derde album. Voor het album getiteld Holographic Universe, had de band reeds 13 tracks geschreven, en richtte zich erop er 16 te hebben bij het binnengaan van de studio op 1 december 2007. Met de Europese releasedatum van 20 juni is de gemaakte belofte ingelost. Op de MySpace-pagina van Scar Symmetry biedt de band het hele album aan als preview luisterbeurt.

## Anders
Zanger Christian Älvestam werkte ook mee aan het album Out of the Dark, het tweede album van de Nuclear Blast All-Stars om het twintigjarig bestaan van Nuclear Blast Records te vieren. Älvestam zong voor het nummer "The Overshadowing".

## Band leden
Huidige leden
- Per Nilsson – gitarist, toetsenist, achtergrondzanger, zanger
- Roberth Karlsson – grunter, achtergrondzanger
- Lars Palmqvist – zanger, achtergrond grunter
- Jonas Kjellgren – gitarist
- Kenneth Seil – bassist
- Henrik Ohlsson – drummer

Voormalige leden
- Christian Älvestam – zanger, grunter (2004–2008)
- Jonas Kjellgren – gitarist, toetsenist, achtergrondzanger (2004–2013)
- Kenneth Seil – bassist (2004–2015)

Gast-/sessiemuzikanten
- Benjamin Ellis – gitarist
- Andreas Silén – bassist (2015)
- Fredrik Groth – gitarist en bassist (2012-2014)

## Discografie
- Seeds of Rebellion (demo) (2004)
- Symmetric in Design (2005)
- Pitch Black Progress (2006)
- Holographic Universe (2008)
- Dark Matter Dimensions (2009)
- The Unseen Empire (2011)
- The Singularity (Phase I - Neohumanity) (2014)
- The Singularity (Phase II) (aangekondigd)

## Videoclips
- "The Illusionist" (2006)
- "The Illusionist (nieuwe versie)" (2006)